# Санта-Мария-ла-Антигуа дель Дарьен
Са́нта-Мари́я-де-ла-Анти́гуа дель Дарье́н (исп. Santa María la Antigua del Darién) — первый город, основанный испанцами в континентальной Америке. Основан в 1510 году конкистадором Васко Нуньесом де Бальбоа, расположен в современной Колумбии на расстоянии около 65 километров на юг от города Аканди (Acandí) (Колумбия, департамент Чоко).
Дарьен — неосвоенный регион на крайнем востоке страны, граничит с Колумбией на востоке, Куна-Яла (Сан-Блас) на севере, Тихим океаном на юге и Панамой на северо-западе. В 1524 году город был атакован и сожжен аборигенами.
Основной деятельностью жителей города в XVI веке был обмен дешёвых бытовых товаров и украшений на благородные металлы индейцев.
В 2012 году затерянный город был вновь открыт, а в 2019 году правительство Колумбии открыло Археологический и исторический парк Санта-Мария-де-Белен-ла-Антигуа-дель-Дарьен.